# Chinesische Enzyklopädie: Babylonische Sprachverwirrung
Chinesische Enzyklopädie: Babylonische Sprachverwirrung (chinesisch 中國百科全書兩章 / 中国百科全书·巴别乱, Pinyin Zhōngguó bǎikē quánshū liǎng zhāng), kurz auch nur Babylonische Sprachverwirrung, ist eine Science-Fiction-Kurzgeschichte der chinesischen Schriftstellerin Xia Jia, zuerst veröffentlicht im August 2015. Eine deutsche Übersetzung von Marc Hermann erschien am 14. September 2020 in der Anthologie Quantenträume, herausgegeben vom Heyne Verlag.

## Handlung
Bei der Diskussion über Sprache, unter anderem basierend auf Überlegungen aus „Philosophische Untersuchungen“ von Ludwig Wittgenstein über eine ganz eigene Sprache, die niemand sonst versteht, denkt die Linguistin an ihre Freundin Xiaoman, die an dem „Babel-Virus“ erkrankte. Dieser befällt das Sprachzentrum im Gehirn befällt und sorgt für eine komplette Verzerrung des Verständnisses für Sprache. Trotzdem lernten sie gemeinsam durch andere Hilfsmittel wie Zeichnungen, Gesten und Mimik miteinander zu kommunizieren (etwa standen Zeichnungen von sechs Monden und sechs Sonnen für den 6. Juni). Sie lachten und stritten sich sogar gemeinsam. Die Linguistikerin erkennt dabei, dass sie Xiaoman ständig für krank hielt, aber diese sich überhaupt nicht so sieht, lediglich ihr Gehirn funktioniert nun anders. Zufrieden hilft sie ihr daraufhin bei ihren Hochzeitsvorbereitungen.

## Hintergrund
Babylonische Sprachverwirrung bezieht sich auf die Bibel auf 1. Mose (Genesis) 11,7–9 , in welcher Gott die Erbauer des Turms von Babel mit verschiedenen Sprachen sprechen lässt, sodass „keiner des andern Sprache verstehe“ und dadurch der Bau komplett zum Stillstand kommt.